# Викторов, Виктор Васильевич
Виктор Васильевич Викторов (25 февраля 1963, Даугавпилс — 20 сентября 1986, Таллин) — советский пятиборец. Мастер спорта СССР. В возрасте 23 лет трагически погиб во время соревнований на фехтовальной дорожке от укола шпагой.

## Биография
Родился 25 февраля 1963 года в городе Даугавпилс (сейчас в Латвии).
С 11 лет занимался плаванием, позже стал заниматься современным пятиборьем, и уже в 16 показывал отличные результаты на республиканских соревнованиях. Многократный медалист республиканских турниров Латвийской ССР по современному пятиборью. Участник летней Спартакиады народов СССР 1983 года. В 1985 году заочно окончил Латвийский государственный институт физической культуры, факультет преподавания физической культуры.
В 1986 году в Таллине представлял Латвийскую ССР в роли капитана команды по современному пятиборью на летней Спартакиаде народов СССР, где погиб 20 сентября в результате несчастного случая. Причина смерти — слезшая защитная перчатка, из-за которой шпага прошла через рукав и попала в сердце.

## Память
В Латвийской ССР проводились ежегодные турниры памяти Виктора Викторова.